# Ghassira
Ghassira (em árabe: غسيرة) é uma cidade localizada na província de Batna, no noroeste da Argélia. Sua população era de 7 327 habitantes, em 2008.